# 逃走劇 (曲)
「逃走劇」（とうそうげき、英: Accomplices）は、日本のシンガーソングライター・キタニタツヤの楽曲。デジタル配信限定シングルとして2021年2月24日にMASTERSIX FOUNDATIONから各音楽配信サービスにてリリースされた。

## 概要
2020年12月から実施した4ヶ月連続配信シングルリリース企画の第3弾楽曲。漫画家カネコアツシの作品『EVOL』とのコラボレーション楽曲として書き下ろされた。
キタニ側がカネコアツシにオファーを出したタイミングが『EVOL』のトレーラー制作の話が持ち上がった翌日だったため、コラボレーションが実現。キタニは『EVOL』を読んだ際に、それまでのカネコアツシ作品とは異なる王道の少年漫画のような雰囲気を感じ、アニメの主題歌をつくるようなつもりで制作に取り組んだ。
2月24日にミュージックビデオがYouTubeにて公開された。監督は谷口猛(Sharaku Town)。また、7月19日に本楽曲を使用した『EVOL』公式PVがYouTubeにて公開された。

## 収録曲
| #         | タイトル   | 作詞・作曲・編曲 | 時間 |
| --------- | ---------- | ---------------- | ---- |
| 1.        | 「逃走劇」 | キタニタツヤ     | 3:20 |
| 合計時間: | 合計時間:  | 合計時間:        | 3:20 |

## クレジット
- Words & Music & Arrangement：キタニタツヤ
- Drums：佐藤丞
- All Other Instruments：キタニタツヤ
- Recording, Mix：yasu(Tinkle-POP)
- Mastering：John Greenham